# Il gatto (romanzo)
Il gatto (Le Chat) è un romanzo di Georges Simenon terminato a Epalinges il 5 ottobre del 1966 e pubblicato per la casa editrice Presses de la Cité nel 1967.
Dal libro è stato tratto il film Le Chat - L'implacabile uomo di Saint Germain del 1971 con la regia di Pierre Granier-Deferre.

## Trama
Protagonista del libro è Emile Bouin un vecchio di settantun anni alle sue seconde nozze, che nonostante l'età si sente ancora prestante. Ha sposato, già anziano, Marguerite Doise pure lei avanti negli anni e anche lei alle sue seconde nozze.
Tutto il romanzo è basato principalmente sui pensieri e sui comportamenti di Emile osservati e descritti da un narratore esterno.
Caratteri dissonanti e di origini diverse, operaie lui e piccolo borghesi lei, si erano conosciuti per caso e risposati per motivi completamente opposti. In comune, forse, unicamente la paura di affrontare una vecchiaia solitaria.
Ormai da anni vivono muti nello stesso appartamento di proprietà di lei. Non si parlano se non attraverso caustici bigliettini che ripropongono quasi quotidianamente i motivi del loro astio e del loro rancore reciproco.
La decisione irrevocabile di non parlarsi più era venuta da lei, ma da cattolica e benpensante non aveva voluto troncare definitivamente il loro rapporto affrontando il disonore di un divorzio.
Il fatto scatenante, la classica goccia che aggiunta alle precedenti determina un episodio di portata ben superiore alla sua consistenza, per quanto importante, era da imputarsi alla morte di due animali: un gatto e un pappagallo. 
Gatto e pappagallo simboli e reificazione di un modo di essere dei caratteri, di concepire la vita e di relazionarsi dei due protagonisti.
Il gatto, randagio e indipendente era di Emile. Il pappagallo di bella presenza ma con le ali tarpate e tenuto sul classico trespolo era di Marguerite.
Gli animali appartenevano ai rispettivi padroni prima del matrimonio ma la loro reciproca convivenza e accettazione da parte dei coniugi, si era dimostrata ben presto un problema.
Un giorno il gatto scompare ed Emile lo trova morto in cantina. Non ha dubbi sul fatto che sia stato deliberatamente avvelenato dalla moglie. Colto da un attacco incontrollato d'ira si avventa sul pappagallo e gli strappa a sangue le variopinte penne. Il pappagallo nonostante le cure morirà e finirà imbalsamato nel salotto di casa con lo sguardo vitreo e perenne osservatore dell'acido ménage casalingo.
I separati in casa conducono una vita completamente indipendente con il timore paranoico di essere avvelenati dall'altro, tanto da tenere sotto chiave le rispettive dispense.
Emile, ad una ennesima provocazione, tenterà una fuga, che durerà però solo una decina di giorni. Il muto braccio di ferro è vinto da Marguerite ma sarà lei per prima a lasciare vedovo lui, anche se, a quel punto della vita Emile, "... Non era più niente".

## Edizioni italiane
- Georges Simenon, Il gatto, trad. di Gabriella Cioffi Raiti, Arnoldo Mondadori Editore, Milano 1969 ("Gli scrittori Italiani Stranieri" nº 16)
- Georges Simenon, Il gatto, trad. di Marco Bevilacqua, in Romanzi, vol. 2, a cura di Jacques Dubois et Benoît Denis, 2010 ("La Nave Argo" nº 13) ISBN 978-88-459-2539-9
- Georges Simenon, Il gatto, trad. di Marco Bevilacqua, Adelphi, Milano 2011 ("Gli Adelphi" nº 400) ISBN 978-88-459-2611-2